# Andrew Golota
Andrzej Jan Golota (5 de janeiro de 1968, em Varsóvia, Polónia), mais conhecido como Andrew Golota, é um pugilista profissional polaco que esteve envolvido em várias lutas controversas. Ele é o ex-IBF norte-americano e campeão de Heavyweight do WBA.
Sua luta mais famosa ocorreu no The Palace, Auburn Hills, Michigan, em 20 de outubro de 2000, contra Mike Tyson. Depois de sofrer nos 2 primeiros rounds, Andrew Golota desistiu da luta, ou como dizem no boxe, jogou a toalha no intervalo para o terceiro round. O treinador Al Certo e o cornerman Danny Milano tentaram evitar que o pugilista polonês desistisse, mas ele ficava dizendo "I quit". o juíz Frank Garza não teve alternativa a não ser encerrar a luta por TKO, dando a vitória para Mike Tyson. Posteriormente, foi divulgado que Andrew Golota teve um osso da cabeça quebrado nesta luta que teria sido causado por cabeçadas de Mike Tyson durante o embate.